# Honoriusz I Grimaldi
Honoriusz I Grimaldi (ur. 16 grudnia 1522 – zm. 7 października 1581) – senior Monako od 22 sierpnia 1523 do śmierci. Syn Lucjana Grimaldi, seniora Monako i Joanny de de Pontevès.
Honoriusz (wł. Onorato) I objął Monako w wieku niecałego roku. Władzę w jego imieniu przejęli regenci. Pierwszym z nich był jego stryj - Augustyn Grimaldi, który rządził do 14 kwietnia 1532 roku. Sam Honoriusz początkowo znajdował się pod opieką ciotki Blanki de Tourette, a formalnym regentem był Mikołaj Grimaldi. Usunął ich Stefan Grimaldi z Genui, który przejął władzę 23 kwietnia 1532 r. w Monako. 23 lipca cesarz Karol V potwierdził przywileje nowego seniora. Nadał Honoriuszowi seniorie Campania, Canosa, Monteverde, Terlizzi, Garagnone i Ripa Candida, a regentowi pensję.
Regent Stefan Grimaldi był człowiekiem despotycznym, żądnym władzy. Nie ukrywał swojej niechęci do hiszpańskiej protekcji. Zyskał przydomek „Gubernatora”. 6 kwietnia 1533 r. delegaci z Monako, Mentonu i Roquebrune zgodzili się na regencję nad Honoriuszem I do ukończenia przez niego dwudziestu pięciu lat. 6 grudnia 1540 r. senior wydał oświadczenie czyniące Stefana przybranym ojcem. Regent uzyskał w ten sposób dożywotnią władzę nad Monako. 8 czerwca 1545 r. więzi  bardziej się zacieśniły między nimi. Honoriusz poślubił tego dnia jego siostrzenicę Izabelę Grimaldi.
W latach 1543–1544 Monako było zagrożone. Francja zawarła sojusz z Sulejmanem Wspaniałym, sułtanem tureckim. Turcy atakowali tereny Prowansji. Zdobyli oni Niceę i Tulon. Monako udało się uniknąć zniszczeń, dzięki zawartemu porozumieniu z Turcją. Wojna Francji z Karolem V zakończyła się pokojem 18 września 1544 r. Monako jako sojusznik cesarza otrzymało gwarancję pokoju.
„Gubernator” Stefan postanowił wzmocnić system obronny Monako. Za pożyczone pieniądze naprawił mury obronne zamku w 1546 r. Wybudował dwa bastiony połączone murem obronnym. Zbudował duży zbiornik na wodę w środku starego zamku. Powiększył mieszkalną część zamku i ozdobił go galeriami. W czerwcu 1561 r. Stefan zmarł, zostawiając prawie czterdziestoletniego Honoriusza I jako samodzielnego seniora.
Honoriusz był przywiązany do Monako, nie wyjeżdżał do końca życia poza jego granice. Kraj był nominalnie zależny od Hiszpanii. Tamtejszy dwór nie wypełniał zobowiązań finansowych względem Monako. Senior zadłużony u genueńskiej rodziny Grimaldich stracił na jej rzecz galery. Honoriusz zmarł 7 października 1581 r. Następcą został dwudziestosześcioletni syn Karol II.

## Rodzina
Honoriusz poślubił 8 czerwca 1545 roku Izabelę Grimaldi (zm. 1583), siostrzenicę Stefana Grimaldi, regenta i „gubernatora” Monako. Miał z nią czternaścioro dzieci:
- Ginewrę (ur. 24 października 1548 – zm. ?), poślubiona Stefanowi Grillo;
- Benedettę (ur. 3 maja 1550 – zm. ?);
- Klaudię (ur. 8 października 1552 – zm. 20 listopada 1598);
- Karola II (ur. 26 stycznia 1555 – zm. 18 maja 1589), przyszłego seniora Monako;
- Eleonorę (ur. 10 grudnia 1556 – zm. ?), poślubiona Mikołajowi Interiano;
- Franciszka (ur. 13 listopada 1557 – zm. 4 października 1586);
- Horacego (ur. 5 listopada 1558 – zm. 16 lipca 1559);
- Hipolitę (ur. 29 listopada 1559 – zm. 24 września 1562);
- Fabrycego (ur. 1 grudnia 1560 – zm. 20 kwietnia 1569);
- Herkulesa I (ur. 24 września 1562 – zm. 21 listopada 1604), przyszłego seniora Monako;
- Wirginię (ur. 12 lipca 1564 – zm. ?), zakonnicę;
- Aurelię (ur. 13 listopada 1565 – zm. ?), poślubioną Augustynowi de Franco;
- Horacego (ur. 5 września 1567 – zm. 1620), podczaszego Filipa III, króla Hiszpanii;
- Jana Baptystę (ur. 24 marca 1571 – zm. 18 marca 1572).